# Cariniana pachyantha
Cariniana pachyantha är en tvåhjärtbladig växtart som beskrevs av Albert Charles Smith. Cariniana pachyantha ingår i släktet Cariniana och familjen Lecythidaceae. IUCN kategoriserar arten globalt som sårbar. Inga underarter finns listade i Catalogue of Life.